# 始州之战
始州之战，北周大象二年（580年）十月，北周行军元帅梁睿率军在始州（治今四川省剑阁县）地区连续进攻益州总管王谦军的作战。
580年八月，梁睿领军二十万人，由利州（治兴安，今四川省广元市）南下，进攻始州，企图打开入通道，直趋益州（治今四川省成都市）。始州北有大、小剑山屏障，东有嘉陵江可凭，蜀北古栈道剑阁道，由该地通过，为古代南下入蜀必经之道，地形险要，易守难攻。王谦为阻梁军入蜀，令其部将敬豪、梁岩率军固守始州城，赵俨、李三王等率军十余万人，据险设营，守御通谷（今四川省广元市西南）、北门（即龙州，今四川平武县东南）等地，以确保剑阁道及始州的安全。梁睿进至通谷，李三王等以劲兵拒守，闭垒不战。梁睿以总管张威为先锋，率部出战。张威先令人临阵大骂，激怒李三王出阵，然后派兵奋力攻击，一举击败李三王军。梁军主力赶到，斩杀擒获七千余人，前进到龙门，遇到赵俨、秦会等率军十万据险抗拒。梁睿特令将士由山间小道，衔枚开进，四面奋击，大破赵俨等军营寨，迫使始州守将敬豪、平林守将梁俨投降。王谦又令部将高阿那肱、达悉惎等据守开远（今四川省剑阁县东北）险要之地，阻挡梁睿军，梁睿为出其不击破守军，于是命上开府拓跋宗率部直取始州，又命大将軍宇文敻进兵巴西郡（今四川省绵阳市），大将军赵达率水军入嘉陵江，从两翼威胁敌軍后侧，并派部将张成、王伦、贺若震、于义、韩相贵、阿那惠等，各自率部，从正面分路攻击。经过半天激战，终于击破开远守軍，达悉惎等败逃益州，梁睿疾进，直逼益州，为最后消灭王谦势力奠定了基础。